# 760 Massinga
Massinga (asteroide 760) é um asteroide da cintura principal com um diâmetro de 71,29 quilómetros, a 2,444519 UA. Possui uma excentricidade de 0,2260283 e um período orbital de 2 050,21 dias (5,62 anos).
Massinga tem uma velocidade orbital média de 16,75940449 km/s e uma inclinação de 12,49794º.
Esse asteroide foi descoberto em 28 de Agosto de 1913 por Franz Kaiser.